# Live at Montreux 2003 (Yes)
Live at Montreux 2003 è un DVD del gruppo inglese Yes, pubblicato nel 2007 dalla Eagle Records.

## Il disco
Durante il Full Circle Tour, il 14 luglio 2003, gli Yes parteciparono per la prima volta al Montreux Jazz Festival, in Svizzera, alla presenza di 4.000 spettatori.
Yes Live At Montreux comprende 17 tra i brani più famosi della band; il video del concerto include successi come And You and I, Long Distance Runaround, I've Seen All Good People e Roundabout. Per l'occasione gli Yes schierarono la formazione considerata "classica" con Rick Wakeman alle tastiere e Alan White alla batteria.
Stando a quanto detto dai membri del gruppo, si tratta del miglior concerto che sia mai stato registrato dagli Yes e le richieste di pubblicazione da parte dei fan sono state pressanti fin dal giorno del concerto.
Dopo varie questioni legali, il concerto è stato finalmente pubblicato.
Nel 1976 la stessa formazione degli Yes si era stabilita a Montreux per registrare l'album Going for the One.

## Tracce

### Disco 1
1. Siberian Khatru - 10:11
2. Magnification - 6:52
3. Don't Kill the Whale - 4:29
4. In the Presence Of - 11:05
  1. Deeper
  2. Death of Ego
  3. True Beginner
  4. Turn Around and Remember
5. We Have Heaven - 1:34
6. South Side of the Sky - 9:35
7. And You and I - 11:23
  1. Cord of Life
  2. Eclipse
  3. The Preacher the Teacher
  4. Apocalypse
8. To Be Over - 4:20
9. Clap - 3:48

### Disco 2
1. Show Me - 3:44
2. Rick Wakeman Solo - 4:42
  1. Catherine of Aragon
  2. Celtic Jig
  3. Jane Seymour
3. Heart of the Sunrise - 11:17
4. Long Distance Runaround - 3:46
5. The Fish (Schindleria Praematurus) - 8:53
6. Awaken - 19:20
7. I've Seen All Good People - 7:10
  1. Your Move
  2. All Good People
8. Roundabout - 6:43

## Formazione
- Jon Anderson - voce
- Steve Howe - chitarra
- Chris Squire - basso
- Rick Wakeman - tastiere
- Alan White - batteria